# Orcera
Orcera é um município da Espanha na província de Jaén, comunidade autónoma da Andaluzia, de área 126 km² com população de 2117 habitantes (2005) e densidade populacional de 16,98 hab/km².

## Demografia
| Variação demográfica do município entre 1991 e 2004 | Variação demográfica do município entre 1991 e 2004 | Variação demográfica do município entre 1991 e 2004 | Variação demográfica do município entre 1991 e 2004 |
| --------------------------------------------------- | --------------------------------------------------- | --------------------------------------------------- | --------------------------------------------------- |
| 1991                                                | 1996                                                | 2001                                                | 2004                                                |
| 2417                                                | 2389                                                | 2177                                                | 2137                                                |